# Je vais bien, ne t'en fais pas (roman)
Pour le film, voir Je vais bien, ne t'en fais pas (film).
Je vais bien, ne t'en fais pas est un roman écrit par Olivier Adam, paru en 2000. Il fut adapté au cinéma en 2006 par Philippe Lioret sous le même titre.

## Synopsis
En rentrant de vacances, Claire apprend que son frère a quitté la maison. Personne ne sait pourquoi. Depuis, elle reçoit des cartes postales de lui, envoyées de villes toujours différentes. Elles sont rares mais il y exprime toujours la même chose : il aime sa sœur, il va bien mais il ne rentrera pas. Il ne dit pas pourquoi il est parti. Lorsque Claire a une semaine de congé, elle décide de partir à la recherche de son frère à Portbail, la ville d'où provient sa dernière carte. Là-bas, elle va découvrir une partie de la vérité sur la disparition de son frère. Elle rentre à Paris et reprend son travail. Lors d'une fête, elle rencontre Julien. Celui-ci va faire la lumière sur toute cette histoire.

## Distinction
- 2001 : sélectionné pour le Festival du premier roman en 2001[1]

## Adaptation au cinéma
Je vais bien, ne t'en fais pas de Philippe Lioret, France, 2006.

## Anecdote
Dans le film, il y a plusieurs références au livre d'Olivier Adam, On ira voir la mer (2000).